# 西班牙共产主义工人党 (1921年)
西班牙共产主义工人党（西班牙語：Partido Comunista Obrero Español）是西班牙历史上的一个共产主义政党。该党成立于1921年4月13日，由西班牙工人社会党的第三派（西班牙語：terceristas）创立。第三派曾试图推动西班牙工人社会党加入共产国际。当西班牙工人社会党的代表大会投票决定加入维也纳国际并拒绝布尔什维主义时，第三派转而退党另立组织。1921年11月14日，该党与西班牙的共产党合并为西班牙共产党。

## 脚注
1. ↑  . El País. 1995-04-17  [2018-10-25]. （原始内容存档于2019-04-12）.
2. ↑  Haywood, 1993, p. 141.
3. ↑  Víctor, 1983, p. 46–47
4. ↑  Aznar Soler, 2014, p. 40.
5. ↑  Vea Jiménez, 2009, p. 36.
6. ↑  Busky, 2002, p. 46.